# Milorg

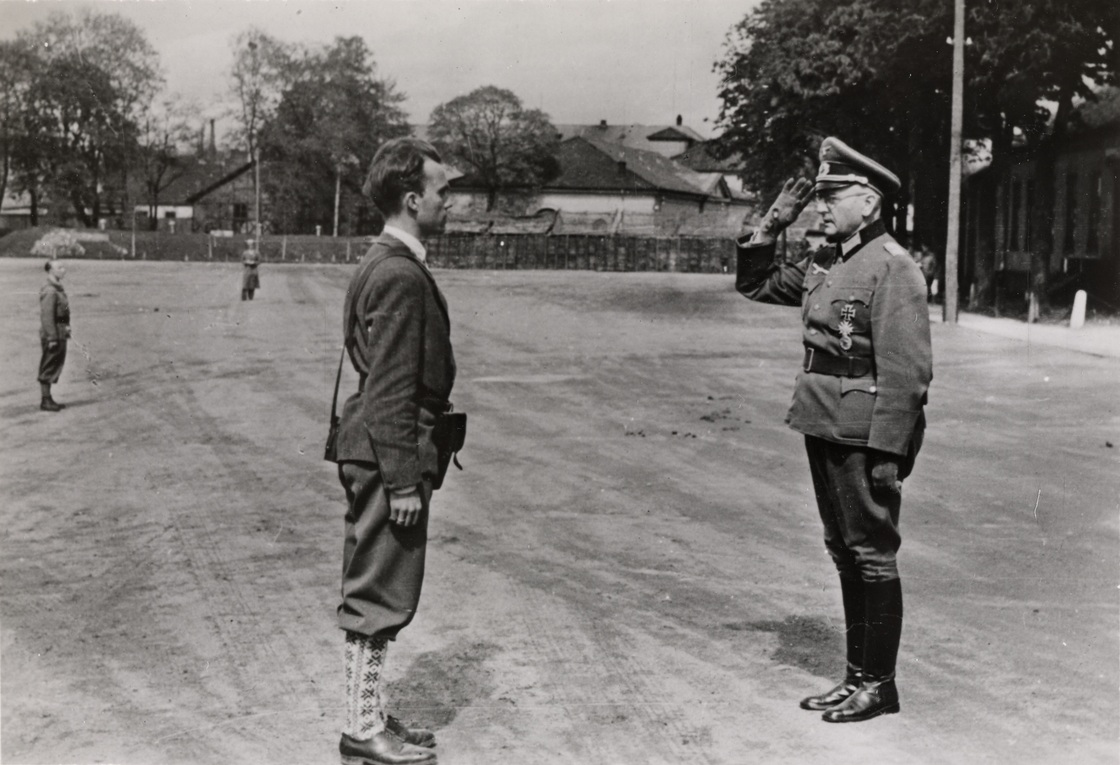
Milorg-fänriken Terje Rollem mottar Akershus fästning från den tyske majoren Wilhelm Nichterlein den 11 maj 1945

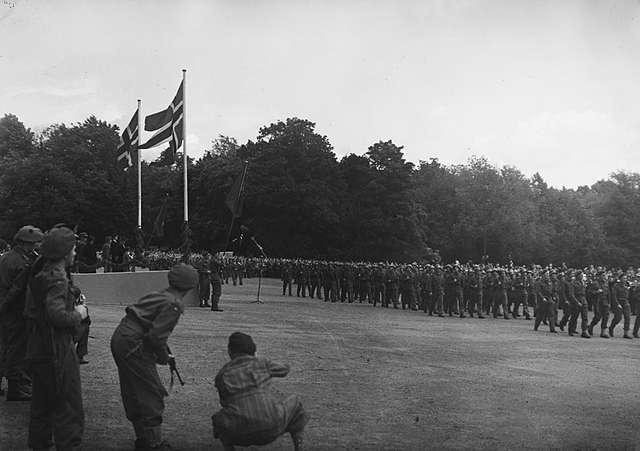
Milorg paraderar, maj 1945

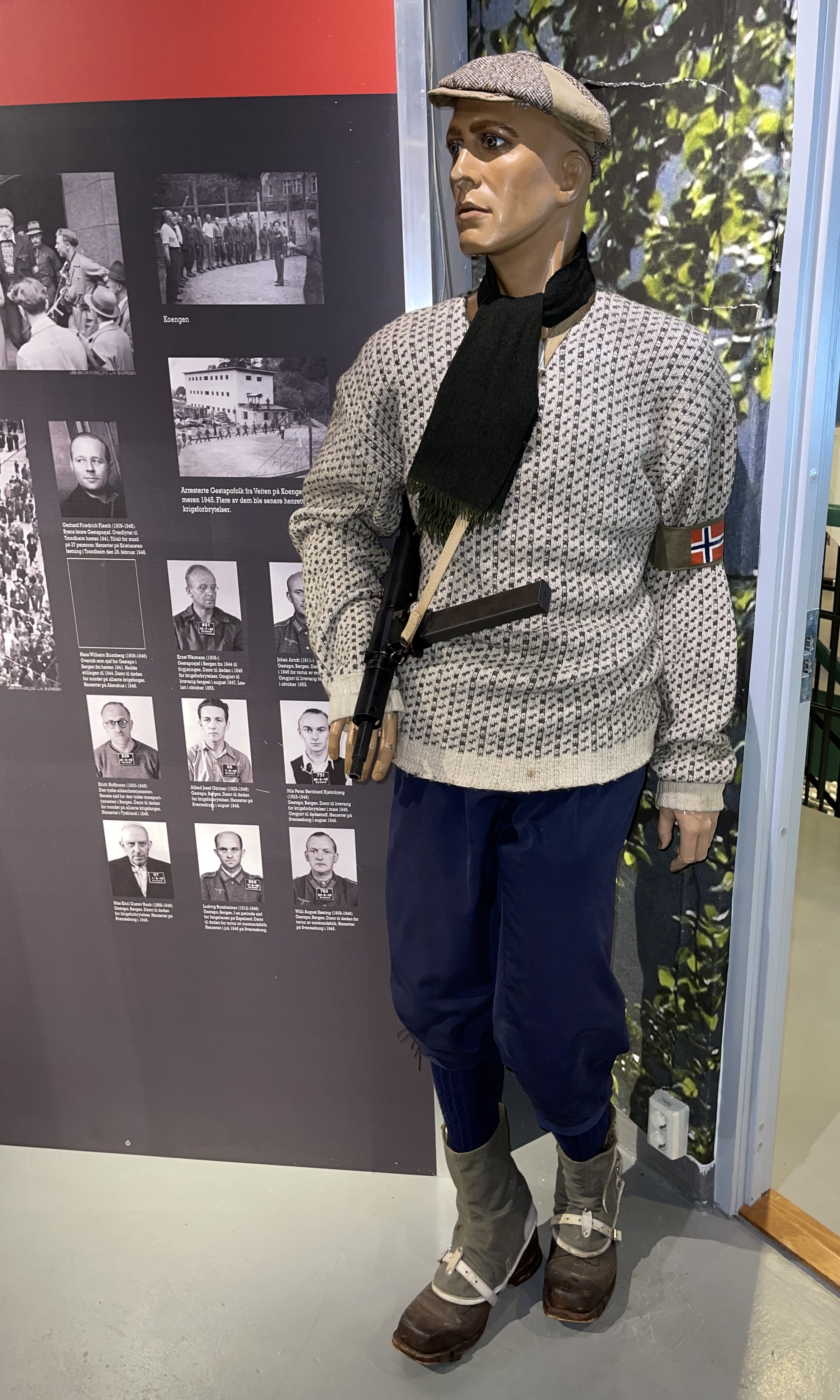
Milorg-soldat på Bergenhus Festningsmuseum

Milorg (från militærorganisasjon) var namnet på en hemlig militärorganisation och väpnad motståndsrörelse i Norge under andra världskriget. Milorg bildades i maj 1941 och kämpade mot Vidkun Quislings regim och mot Tysklands militära närvaro i Norge. De hjälpte till exempel till med sprängningen av tungvattenfabriken i Rjukan som var nödvändig för tyskarnas försök att utveckla kärnvapen.
Några av motståndsgrupperna som ofta utförde uppdrag åt Milorg var Osvaldgruppen, 2A, Oslogjengen och Pellegruppen.